# Sandy Brondello
Sandra Anne „Sandy“ Brondello (* 20. August 1968 in Mackay, Queensland) ist eine australische Basketballtrainerin und ehemalige -spielerin, die derzeit die New York Liberty sowie die australische Frauennationalmannschaft trainiert.

## Laufbahn

### Spielerin
Brondello wuchs in der Nähe der Stadt Mackay in Queensland auf. Die Grundlagen für eine ihrer großen Stärken, den Sprungwurf, entwickelte sie eigener Aussage in ihrer Jugendzeit, als sie auf dem Bauernhof der Eltern Basketball auf einen Korb spielte, den ihr Vater an einem Wasserspeicher angebracht hatte. Sie spielte zunächst in Mackay, in den Jahren 1986 und 1987 dann am Leistungszentrum Australian Institute of Sport (AIS).
Von 1986 bis 1996 lief die 1,70 Meter große Aufbauspielerin in der australischen Liga WNBL auf: Erst für die Auswahl des AIS (1986 bis 1988), dann die Bankstown Bruins (1988), die Sydney Bruins (später Sydney Flames) (1989 und 1990) und die Brisbane Blazers (1990 bis 1996). 1992 wurde sie als Australiens Basketballspielerin des Jahres und 1995 als WNBL-Spielerin des Jahres ausgezeichnet. Brondello führte die Korbjägerliste der WNBL in den Jahren 1994 (20,0 Punkte/Spiel) und 1995 (19,8 Punkte/Spiel) an. Da die Saison in Australien in einer anderen Jahreszeit stattfindet als in Europa, ergab sich für Brondello die Möglichkeit, auch dort zu spielen. Von 1992 bis 2002 stand sie bei BTV Wuppertal in der deutschen Bundesliga unter Vertrag und gewann von 1993 bis 2002 zehn Mal in Folge die deutsche Meisterschaft. 1996 errang sie mit Wuppertal zudem den Sieg in der Euroleague und wurde als beste Euroleague-Spielerin 1995/96 ausgezeichnet. 1997 stand sie mit dem BTV ebenfalls im Endspiel des europäischen Vereinswettbewerbs, verlor dort aber. 1994 und 1999 erreichte sie mit Wuppertal das Halbfinale der Euroleague. In Wuppertal lernte sie ihren späteren Ehemann, den Trainer Olaf Lange, kennen.
In der US-Liga WNBA (die ebenfalls nicht gleichzeitig zur Saison in Europa ausgetragen wird) spielte Brondello 1998 und 1999 für Detroit Shock: 1998 erzielte sie in 30 Einsätzen 14,2 Punkte im Durchschnitt, 1999 in 32 Begegnungen 13,3 je Spiel. In den Spieljahren 2001 und 2002 stand sie in derselben Liga bei Miami Sol unter Vertrag, 2003 bei Seattle Storm, war mittlerweile aber nicht mehr die bestimmende Spielerin wie noch in Detroit. Insgesamt stand Brondello in 155 WNBA-Spielen auf dem Feld.
In der Saison 2003/04 spielte sie kurzzeitig für Ros Casares Valencia in Spanien (4 Spiele: 9,5 Punkte/Partie).
Sie kam auf 302 Länderspiele für Australien, nahm an den Olympischen Sommerspielen 1988, 1996, 2000 und 2004 teil. Dabei gewann sie 1996 Bronze sowie 2000 und 2004 Silber. Bei den Spielen 2000 in Sydney war Brondello mit 11,3 Punkten je Begegnung zweitbeste Korbschützin der Gastgeberauswahl. Des Weiteren trug sie bei den Weltmeisterschaften 1990, 1994, 1998 und 2002 das Trikot Australiens. 1998 und 2002 wurde sie jeweils WM-Dritte.
Brondello wurde in die Basketball-Ruhmeshallen des Bundesstaates Queensland und des australischen Basketballverbandes aufgenommen.

### Trainerin
Von 2005 bis 2009 war Brondello Assistenztrainerin der San Antonio Silver Stars in der US-Liga WNBA, teils war dort ihr Mann Olaf Lange ebenfalls Teil des Trainerstabs. 2010 war sie dann Cheftrainerin San Antonios und außerhalb des WNBA-Spielbetriebs von 2010 bis 2012 Assistenztrainerin ihres Mannes Olaf Lange bei Logan Thunder in Australien. Zusätzlich arbeitete sie von 2011 bis 2013 als Assistenztrainerin der Los Angeles Sparks (WNBA), trat dann im Juli 2012 das Amt der Assistenztrainerin des russischen Klubs UGMK Jekaterinburg an, Cheftrainer dort wurde ihr Mann Olaf Lange. Gemeinsam führten sie Jekaterinburg zum Gewinn der Euroleague in den Jahren 2013 und 2016 sowie zu den russischen Meistertiteln 2013, 2014, 2015, 2016 und 2017 und den russischen Pokalsiegen 2013 und 2014.
Zur 2014er Saison wurde Brondello Cheftrainerin von Phoenix Mercury und wurde als WNBA-Trainerin des Jahres ausgezeichnet, nachdem Phoenix unter ihrer Leitung den Meistertitel gewonnen und dabei die beste Saisonbilanz einer Mannschaft in der bisherigen WNBA-Geschichte erreicht hatte. Im April 2017 übernahm sie zusätzlich das Amt der australischen Nationaltrainerin. Australien gewann unter ihrer Führung 2018 Gold bei den Commonwealth-Spielen und im selben Jahr Silber bei der Weltmeisterschaft. In der australischen Auswahl war ihr Mann Olaf Lange 2017 und ab 2019 ihr Co-Trainer. Bei den 2021 ausgetragenen Olympischen Sommerspielen 2020 schied Brondello mit der australischen Auswahl im Viertelfinale gegen die Vereinigten Staaten aus. 2021 führte Brondello Phoenix Mercury in der WNBA in die Finalserie, die verloren wurde. Anschließend wurde ihr Vertrag nicht verlängert. Unter Brondellos Leitung kam Phoenix seit 2014 auf 150 Siege und 108 Niederlagen.
Im Januar 2022 wurde sie als Cheftrainerin von New York Liberty vorgestellt, Olaf Lange wurde ihr Co-Trainer. Brondello führte New York 2024 zum Gewinn des WNBA-Meistertitels.

## Privatleben
Mit ihrem Ehemann Olaf Lange hat sie einen Sohn und eine Tochter.